# Bergbaufolgelandschaft Haselbach
Bergbaufolgelandschaft Haselbach este o arie protejată (arie de protecție specială avifaunistică — SPA) din Germania întinsă pe o suprafață de 156 ha, integral pe uscat.

## Localizare
Centrul sitului Bergbaufolgelandschaft Haselbach este situat la coordonatele 51°04′58″N 12°24′24″E / 51.0828°N 12.4067°E.

## Înființare
Situl Bergbaufolgelandschaft Haselbach a fost declarat arie de protecție specială avifaunistică în noiembrie 2006 pentru a proteja 47 de specii de animale.

## Biodiversitate
Situată în ecoregiunea continentală, aria protejată nu include niciun habitat protejat.
La baza desemnării sitului se află mai multe specii protejate de  păsări (47): rață sulițar (Anas acuta), rață lingurar (Anas clypeata), rață mică (Anas crecca crecca), rață fluierătoare (Anas penelope), Anas platyrhynchos platyrhynchos, rață cârâitoare (Anas querquedula), Anas strepera strepera, Anser albifrons albifrons, gâscă cenușie (Anser anser), gâscă de semănătură (Anser fabalis), Ardea cinerea cinerea, rață-cu-cap-castaniu (Aythya ferina), rața moțată (Aythya fuligula), rață roșie (Aythya nyroca), Bucephala clangula, fugaci de țărm (Calidris alpina), chirighiță neagră (Chlidonias niger), lebădă de iarnă (Cygnus cygnus), lebădă de vară (Cygnus olor), egretă albă (Egretta alba), presură sură (Emberiza calandra), Fulica atra atra, Gavia arctica arctica, cufundar mic (Gavia stellata), capîntortură (Jynx torquilla), sfrâncioc roșiatic (Lanius collurio), Larus argentatus, pescăruș argintiu (Larus cachinnans), pescăruș sur (Larus canus), Larus michahellis, pescăruș mic (Larus minutus), pescăruș râzător (Larus ridibundus), ciocârlie de pădure (Lullula arborea), Melanitta fusca fusca, ferestraș mic (Mergus albellus), Mergus merganser merganser, rață cu ciuf (Netta rufina), cormoran mare (Phalacrocorax carbo carbo), bătăuș (Philomachus pugnax), ploier auriu (Pluvialis apricaria), Podiceps auritus auritus, Podiceps cristatus cristatus, pescăriță mare (Sterna caspia), silvie porumbacă (Sylvia nisoria), Tachybaptus ruficollis ruficollis, fluierar de mlaștină (Tringa glareola), nagâț (Vanellus vanellus).